# Multipelt integral
Et multipelt integral er et bestemt integral af en funktion af mere end en reel variabel, typisk som dobbelt integral eller tripel integral.
(For enkelt integral sker integration med hensyn til {\displaystyle dx})
For dobbelt integral sker integration med hensyn til {\displaystyle dxdy} (Se fig. 1)
For tripel integral sker integration med hensyn til {\displaystyle dxdydz} (Se fig. 2)

## Dobbelt integral
Et dobbelt integral er et bestemt integral af en funktion af to reelle variable: {\displaystyle f(x,y)dxdy}
For et dobbelt integral kan {\displaystyle dxdy} skrives om {\displaystyle dA}
Et dobbelt integral løser man ved først at med hensyn til {\displaystyle x} og så reducere; og derefter integrere med hensyn til {\displaystyle y} og så reducere.

## Tripel integral
Et tripel integral er et bestemt integral af en funktion af tre reelle variable: {\displaystyle f(x,y,z)dxdydz}
For et tripel integral kan {\displaystyle dxdydz} skrives om {\displaystyle dV}
Man løser et tripel integral ved først at integrere med hensyn til {\displaystyle x} og så reducere; og derefter integrere med hensyn til {\displaystyle y} og så reducere; til sidst integrerer man med hensyn til {\displaystyle z}

## Software og hjemmesider
- GeoGebra[17] kan også beregne multipelt integral.[18]
- Maple[19] kan beregne både dobbeltintegral og tripel integral.[20]

| Tre hjemmesider beregner | dobbelt integral                                        | tripel integral                                         |
| ------------------------ | ------------------------------------------------------- | ------------------------------------------------------- |
| symbolab.com             | symbolab.com/solver/double-integrals-calculator         | symbolab.com/solver/triple-integrals-calculator         |
| limitcalculator.online   | limitcalculator.online/double-integral-calculator       | limitcalculator.online/triple-integral-calculator       |
| wolframalpha.com         | wolframalpha.com/calculators/double-integral-calculator | wolframalpha.com/calculators/triple-integral-calculator |

## Bog
- siderne 477 - 640 i Herman, Edwin “Jed” & Strang, Gilbert (2016): Calculus : Volume 3 : OpenStax (en), Rice University, Houston, Texas, USA. ISBN 978-1-50669-805-2